# Purwojati (Ngoro)
Purwojati is een bestuurslaag in het regentschap Mojokerto van de provincie Oost-Java, Indonesië. Purwojati telt 5065 inwoners (volkstelling 2010).